# Niergnies
Niergnies település Franciaországban, Nord megyében. Lakosainak száma 511 fő (2022. január 1.). Niergnies Awoingt, Séranvillers-Forenville, Cambrai, Crèvecœur-sur-l’Escaut és Rumilly-en-Cambrésis községekkel határos.

## Népesség
A település népességének változása:
| Lakosok száma | 496  | 505  | 518  | 509  | 517  | 514  | 513  | 512  | 511  |
|               | 2013 | 2015 | 2016 | 2017 | 2018 | 2019 | 2020 | 2021 | 2022 |